# Peregrin
Peregrin je moško osebno ime.

## Izvor imena
Ime izhaja iz italijanskega imena Pellegrinus, ki je nastalo iz latinske besede pellegrinus v pomenu »tujec, romar«.

## Različice imena
- ženska oblika imena: Peregrina

## Tujejezikovne oblike imena
- pri Angležih:Peregrine
- pri Čehih: Pelhřim, skrajšano Pel, Pelda, Pelek, Rimek
- pri Francozih: Peregrin, Pelegrin,
- pri Italijanih: Pellegrino
- pri Madžarih: Pellegrin, skrajšano pelle
- pri Nemcih: Peregrin, Peregrinus
- pri Poljakih: Peregryn
- pri Rusih: Peregrin
- pri Slovakih: Pelgrim, Peregrim
- pri Špancih: Pelegrino, Peregrino

## Pogostost imena
Po podatkih Statističnega urada Republike Slovenije je bilo na dan 31. decembra 2007 v Sloveniji število moških oseb z imenom Peregrin: 15.

## Osebni praznik
V koledarju je ime Pelegrin 2. maja; na ta dan leta 1345 je v italijanskem mestu Forli umrl Peregrin Laziosi.